# Zorzines sordidata
Zorzines sordidata là một loài bướm đêm trong họ Noctuidae.